# Bernd Schröder (Fußballtrainer)
Bernd Schröder (* 22. Juli 1942 in Lübeck-Travemünde) ist ein ehemaliger deutscher Fußballtrainer. Schröder trainierte von der Gründung 1971 bis 2016 – mit fünfjähriger Unterbrechung als Manager (1992 bis 1997) – 40 Jahre lang den Frauenverein 1. FFC Turbine Potsdam und war einer von zwei gleichberechtigten Nationaltrainern der kurzlebigen Frauennationalmannschaft der DDR.
Nach der deutschen Wiedervereinigung gelang es Turbine Potsdam unter seiner Leitung, als geschlechterübergreifend einziger Verein der ehemaligen DDR auch in der Bundesrepublik Erfolge zu feiern. Mit zwölf Meistertiteln, drei Pokalsiegen und zwei Europapokalsiegen ist er der erfolgreichste Frauenfußballtrainer Deutschlands und einer der erfolgreichsten Fußballtrainer der Welt.

## Werdegang
Schröder wuchs im Erzgebirge auf. Er studierte Montanwissenschaften an der Bergakademie Freiberg und arbeitete drei Jahrzehnte in leitender Funktion als Abteilungsleiter im VEB Energieversorgung Potsdam (EVP) (nach 1990 Märkische Energieversorgung AG (MEVAG), heute zu E.ON). Zeitweise führte er 200 Arbeitnehmer.
Bei der Gründung einer Sektion für Frauenfußball in der BSG Turbine Potsdam, deren Trägerbetrieb die EVP war, wurde er – eigentlich nur aufgrund eines Abendessens im Klubhaus zugegen – darauf angesprochen, neben der Arbeit das Traineramt zu übernehmen. Er hatte bis zu diesem Zeitpunkt noch keine Mannschaft trainiert. In den 1960er Jahren war Bernd Schröder in den Reservemannschaften des 1. FC Lokomotive Leipzig als Torwart aktiv.
Zwischen 1981 und 1989 gewann er als nebenberuflicher Trainer mit der Mannschaft sechsmal den Titel des DDR-Meisters (1981, 1982, 1983, 1985, 1986, 1989), zweimal wurde er Vizemeister (1984, 1988). Im Sommer 1989 wurde Schröder zusätzlich Trainer der neu gegründeten DDR-Frauen-Fußballnationalmannschaft, die jedoch nur ein Länderspiel bestritt, das am 9. Mai 1990 gegen die Tschechoslowakei mit 0:3 verloren wurde.
Zwischen 1992 und 1997 war Schröder für Turbine Potsdam als Manager tätig, bevor er wieder das Traineramt übernahm. In der Saison 2003/04 führte er den nun unter dem Namen 1. FFC Turbine Potsdam antretenden Verein erstmals nach der deutschen Wiedervereinigung zum Gewinn der Deutschen Meisterschaft und des DFB-Pokals und erreichte damit erstmals das Double. In der folgenden Saison zog er mit dem Verein in das Finale des UEFA Women’s Cup ein, welches am 21. Mai 2005 in Potsdam gegen den schwedischen Verein Djurgården Damfotboll gewonnen werden konnte. Daneben wurde in diesem Jahr der Titel im DFB-Pokal erfolgreich verteidigt. In der folgenden Saison 2005/06 gewann Potsdam unter Schröder das zweite Mal Meisterschaft und DFB-Pokal in einer Spielzeit, verlor aber im Finale des Europapokals gegen den 1. FFC Frankfurt. Turbine Potsdam avancierte damit nach einigen Jahren des Übergangs zum bis heute einzigen Fußballverein der ehemaligen DDR, der seine Erfolge auch nach der Wende bestätigen konnte.
Es folgten zwei titellose Jahre, ehe Turbine mit Bernd Schröder zum Serienmeister avancierte und zwischen 2009 und 2012 viermal in Folge die Bundesliga gewinnen konnte. 2009 zog der Verein wie auch in den Jahren 2011 und 2013 wieder in das DFB-Pokalfinale ein, verlor jedoch jedes dieser Endspiele. Am 20. Mai 2010 in Getafe konnte Turbine neben dem Meistertitel in dem mittlerweile zur Champions League gewandelten Europapokalwettbewerb seinen Sieg von 2005 wiederholen, als im Endspiel Olympique Lyon im Elfmeterschießen bezwungen wurde. Auch im Jahr 2011 stand seine Mannschaft in London gegen den gleichen Gegner im Finale. Dieses Mal unterlag die Mannschaft jedoch mit 0:2.
Für seine Verdienste als Fußballtrainer erhielt Schröder 2005 den Verdienstorden des Landes Brandenburg, 2008 den Kristall-Fußball des Fußball-Landesverbandes Brandenburg und 2011 das Bundesverdienstkreuz am Bande. Bernd Schröder war der letzte DDR-Fußball-Trainer, der mit kurzer Unterbrechung denselben Verein bis 1990 im DFV und danach 26 Jahre lang im DFB betreute. Schröder engagierte sich mit seinem Trainerteam vom 1. FFC Turbine Potsdam im Rahmen der Fußball-Weltmeisterschaft der Frauen 2011 für das Team Heimvorteil beim Discover Football Turnier in Berlin. Im Dezember 2016 überreichte ihm der Präsident des Fußball-Landesverbandes Brandenburg Siegfried Kirschen die Silberne Ehrennadel des DFB, obwohl Schröder nie für den DFB gearbeitet hat.
Durch seine Erfolge in der Personalführung interessierten sich auch Unternehmen für Schröder und er wurde zu Vorträgen über seine Führungsphilosophie eingeladen. Seit Mai 2013 gehört er mit seinem Verein 1. FFC Turbine Potsdam dem ECA Women's Football Committee (WFC) der European Club Association an.
Am 30. Juni 2016 beendete er nach insgesamt 45 Jahren seine Tätigkeit bei Turbine Potsdam. Im Rahmen eines Festakts in Gravenbruch anlässlich der Abschlussveranstaltung des 63. Fußball-Lehrer-Lehrgangs erhielt Schröder am 20. März 2017 als siebter deutscher Trainer den „Ehrenpreis Lebenswerk“ des DFB. Im Juli 2017 erschien im Steffen Verlag Bernd Schröders Autobiografie über sein Trainerleben.
Schröder betrieb die Trainertätigkeit immer als Ehrenamt, da er im Hauptberuf als Abteilungsleiter bei einem Energieversorger tätig war. Sein Führungsstil wurde oft als autoritär bezeichnet, aber auch seine Direktheit und Loyalität geschätzt. Obwohl er seine Karriere in der DDR begann, blieb er parteilos und ist bekennender Christ.
Als beste Spielerin, die er je trainiert hat, bezeichnet er Ariane Hingst, die Schröder auch als Basis für die Erfolge des Vereins in den 2000er sieht.

## Erfolge als Trainer
UEFA-Women’s-Cup-/Champions-League-Sieger: 2
- 2005, 2010

DDR-Meister: 6
- 1981, 1982, 1983, 1985, 1986, 1989

Deutscher Meister: 6
- 2004, 2006, 2009, 2010, 2011, 2012

DFB-Pokalsieger: 3
- 2004, 2005, 2006

## Ehrungen
- 2005: Verdienstorden des Landes Brandenburg
- 2008: Kristall-Fußball des Fußball-Landesverbandes Brandenburg
- 2011: Bundesverdienstkreuz am Bande
- 2016: Silberne Ehrennadel des DFB
- 2017: Ehrenpreis Lebenswerk des DFB